# Château de Montségur
Pour les articles homonymes, voir Montségur (homonymie).
Le château de Montségur (Montsegur en occitan), est un ancien château fort, dit « cathare », reconstruit en 1206, mais remanié à la fin du XIIIe siècle, dont les vestiges se dressent dans la commune française de Montségur dans le département de l'Ariège, en région Occitanie.

## Localisation

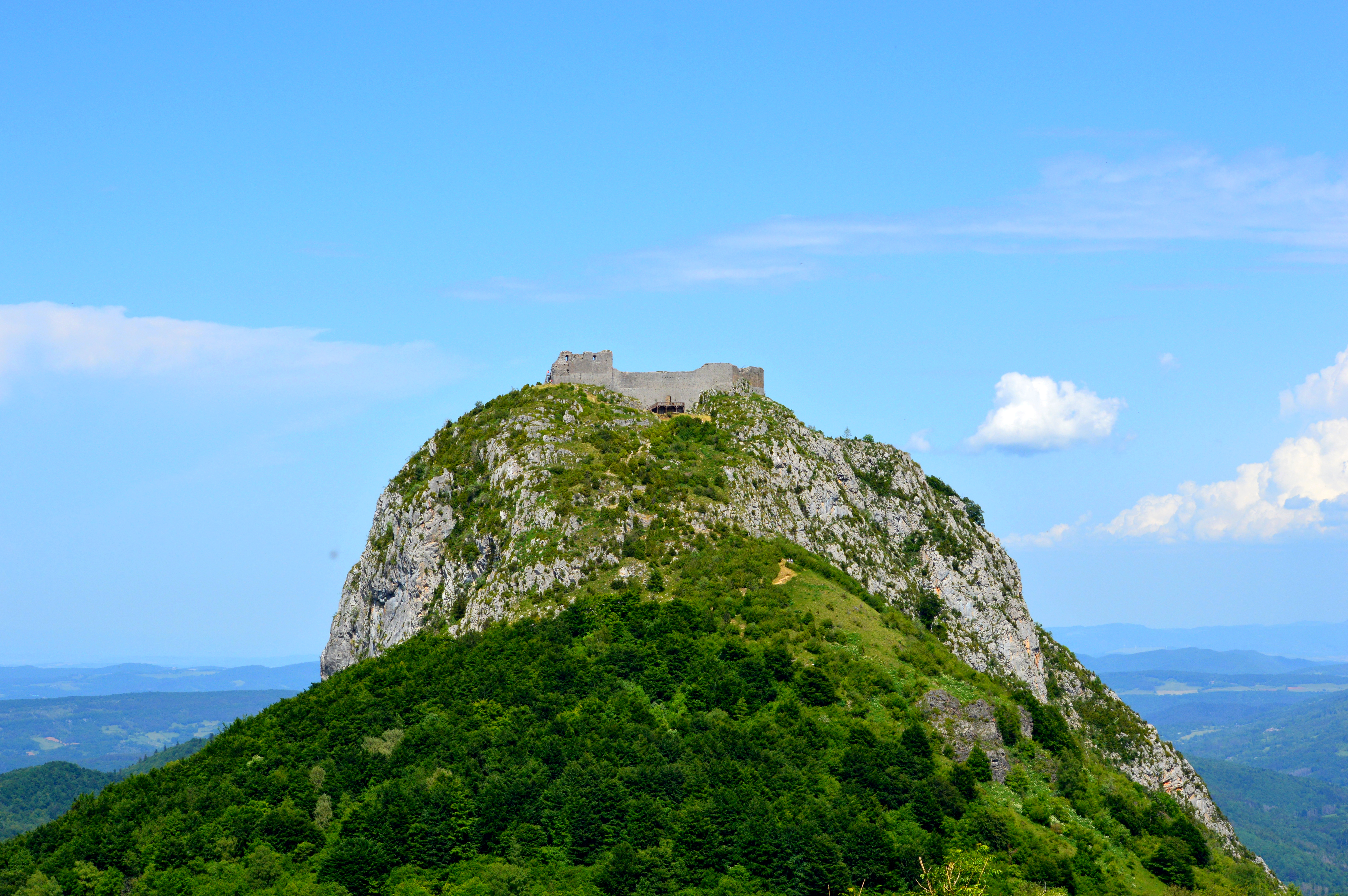
une vue de l'ensemble du pic montagneux avec le Château sur sa pointe

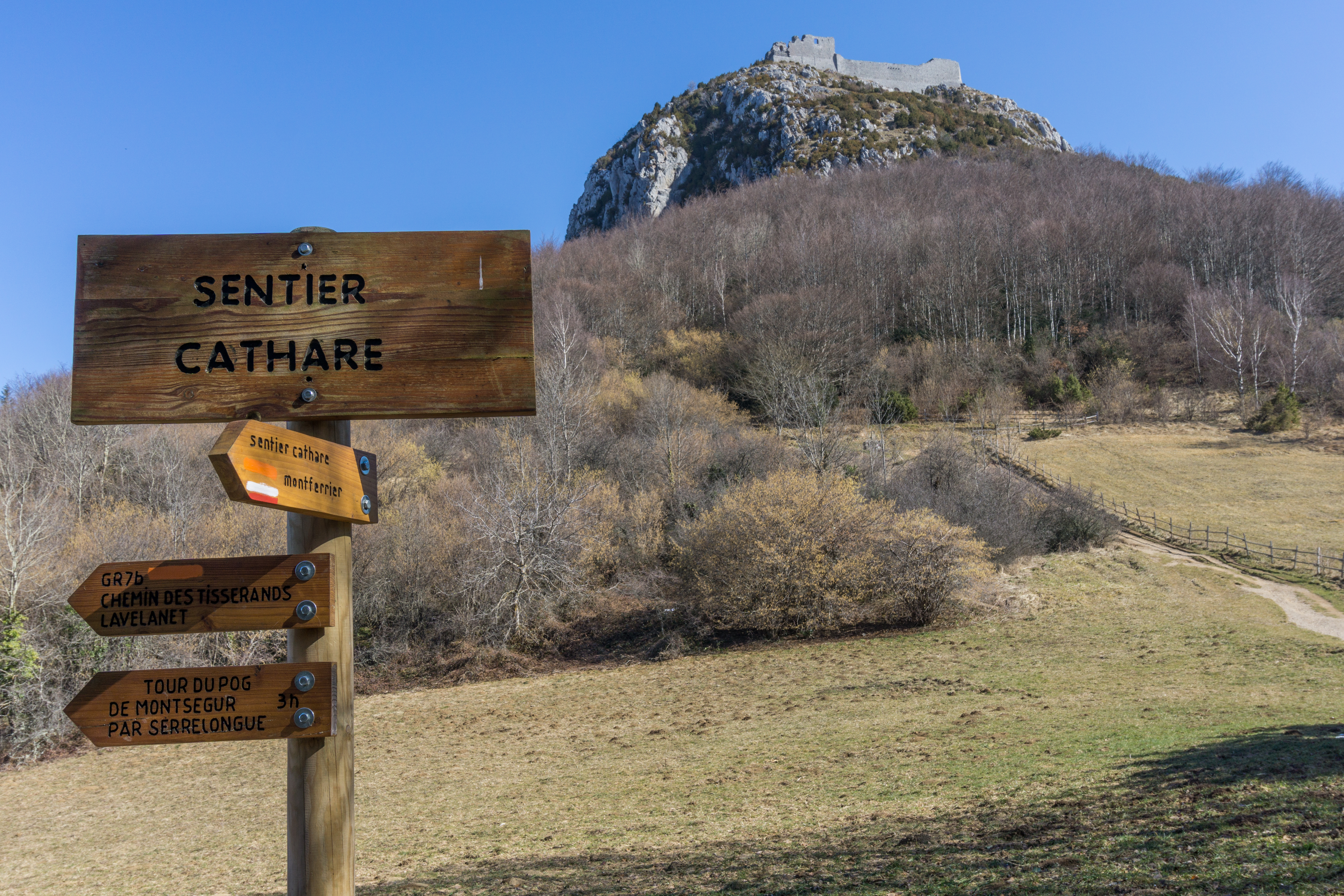
GR 107 et le château au second plan.

Le château est situé sur le point culminant de la montagne qui surplombe le village de Montségur, à 1 207 mètres d'altitude au-dessus du pays d'Olmes.

## Historique
Le château de Montségur fut construit à l'emplacement de l'ancien castrum à la demande de Raymond de Péreille qui constituait, jusqu'au siège de 1244, un lieu de séjour des cathares et des faydits. Il a été très partiellement restauré après la reddition cathare de 1244 par la famille du nouveau seigneur des lieux, Guy II de Lévis.
Le château sur le site actuel a connu trois époques majeures au cours desquelles la forteresse se transforma peu à peu.
Une première forteresse, signalée dès le XIIe siècle, fut érigée au sommet de la montagne, appelée aussi pog. Un pog (interprétation libre de Napoléon Peyrat) est une forme ariégeoise du mot occitan puèg / puòg, du latin pŏdĭum, signifiant « éminence » (puech à Nîmes, voire puy ailleurs en France) pour désigner la montagne en forme de pain de sucre de Montségur. Cette version est désormais communément admise, mais exclusivement au bénéfice de Montségur.
On sait peu de choses de cette première forteresse, si ce n'est qu'elle était en ruines aux alentours de 1204, date à laquelle le village fortifié cathare fut bâti sous la direction de Raymond de Péreille. C'est le village fortifié ou castrum auquel les archéologues ont donné le nom de « Montségur II ».

### La forteresse cathare

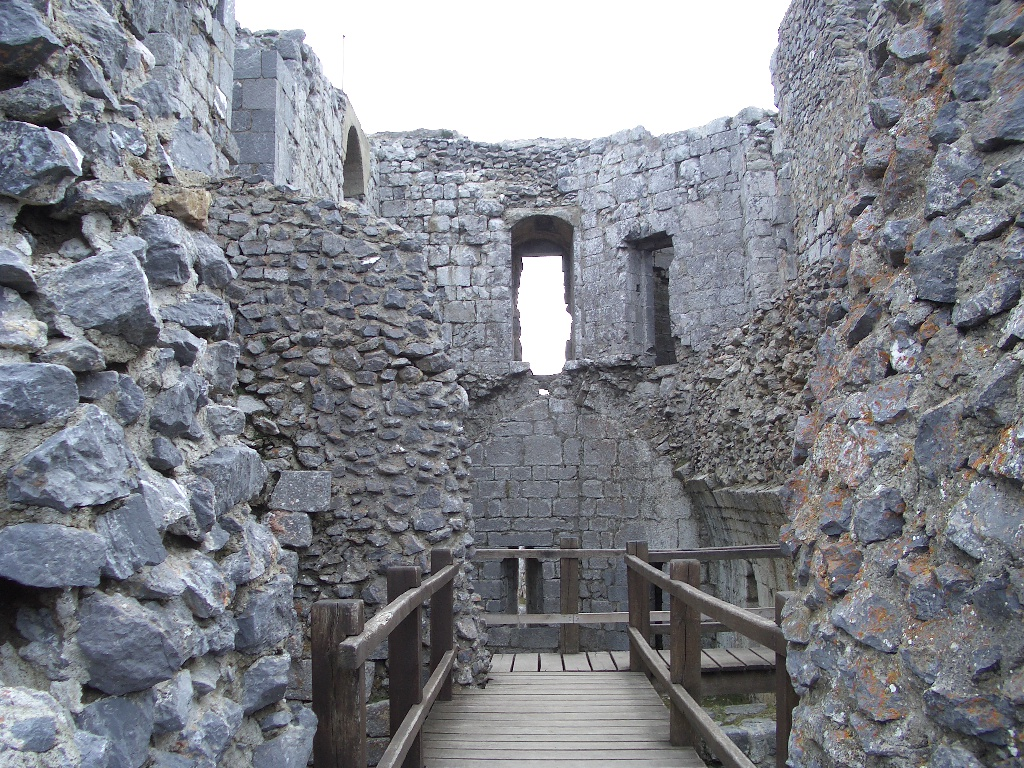
Vue intérieure du château.

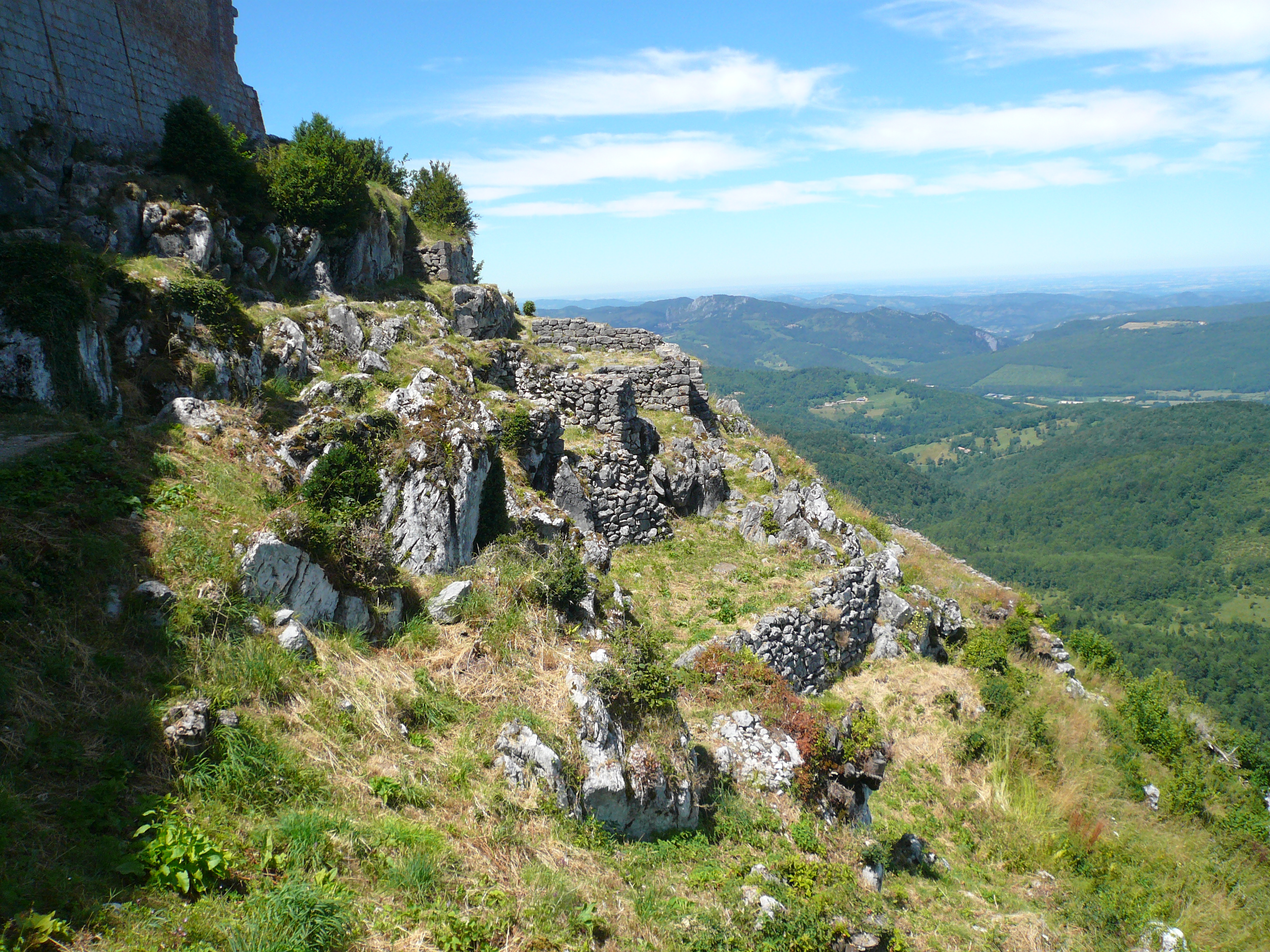
Ruines d'habitations cathares.

Le dispositif défensif de cette forteresse n'était guère différent de celui que l'on connaît actuellement. Le castrum en lui-même comprenait la demeure fortifiée du seigneur des lieux Raymond de Péreille, le castellum ou castèl en occitan (qui fut éventuellement légèrement restauré par la maison de Lévis au XIVe siècle pour la construction d'une chapelle pour le chapelain et au XVIe siècle : arc linteau conservation bâti) et le village cathare de l'époque entourés par une enceinte fortifiée. Du côté de la route actuelle, se dressaient trois murs de défense dont le premier se situait au niveau du guichet actuel pour la visite du château. De l'autre côté du pog, à 800 mètres environ, se trouvait une tour de guet (au Roc dit de « La Tor », « la tour ») surplombant une falaise de 80 mètres. L'entrée du castrum qui donne sur cette tour de guet était défendue par une barbacane. À l'intérieur de l'enceinte de la forteresse, se dressait un village dont il ne reste que quelques terrasses au nord-ouest du château actuel. Sur ces dernières, on trouve les fondations de plusieurs habitations, des escaliers pour communiquer entre les terrasses, une citerne d'une capacité de 50 m3 et un silo.
Montségur abrita une communauté cathare importante. En 1215, le concile de Latran cite la forteresse comme étant un repaire d'hérétiques. En 1229, le rôle de Montségur comme abri pour l'Église cathare est réaffirmé à la suite du traité de Meaux-Paris. À partir de 1232, ce rôle ne cesse de se renforcer. Parallèlement, le château accueille également les chevaliers faydits dépossédés de leurs terres par le traité de Meaux de 1229. Au nombre de ces derniers figure Pierre-Roger de Mirepoix, cousin et gendre de Raymond de Péreille et maître militaire de Montségur.
La vie quotidienne des cathares y était riche, malgré (ou grâce à) l'isolement. D'après les découvertes archéologiques, la nourriture cathare était à base de céréales cultivées sur place et surtout en vallée. On y a aussi retrouvé des ossements de bœufs, de moutons, de chevreuils, de sangliers, d'oies, de poulets et des débris d'arêtes de poisson. Les viandes devaient être salées ou/et fumées pour leur conservation, car il en restait en abondance et en permanence dans les réserves de la forteresse.
Les cathares établis au château ne faisaient pas que méditer ou s'exercer religieusement, ils avaient également une activité matérielle et parfois commerciale, en complément de la vie pastorale et agricole. Ils confectionnaient par exemple des vêtements de laine de mouton ou en peaux de bêtes et produisaient des teintures (végétales et minérales). On fabriquait de nombreux outils et bijoux sur place, à la forge du château : croix pectorales, ciseaux, pendentifs, pinces à épiler (pour retirer échardes et épines), bagues, objets de toilette, objets religieux etc. Mais aussi des méreaux de plomb qui permettaient la reconnaissance de groupes cathares entre eux, afin de participer à des réunions secrètes.
Cependant, Montségur reste une place forte, laissant supposer qu'une partie de ses habitants n'étaient pas des religieux cathares ; les ossements de cette époque retrouvés sur place prouvent que tous les habitants n'étaient pas végétariens. Il n'y avait pas non plus de distinction fondamentale entre les parfaits et les simples croyants, car ils participaient chacun à la vie quotidienne de la forteresse (et du village en contrebas).
On peut supposer que le cimetière se tenait comme cela se faisait à l'écart du castrum, le plus vraisemblable est qu'un lieu de sépultures se trouvait probablement à l'intersection des deux chemins (Montferrier Lavelanet) au bas du pog.
Tout ce qui ressortit à la position géographique du lieu, aux écrits et à l'acharnement des capétiens contre Montségur à partir de 1244, fait pressentir qu'elle était, sinon la capitale, du moins la place forte des cathares en Occitanie.

### Le siège ducastrum
Dans la première moitié du XIIIe siècle, la forteresse subit pas moins de quatre sièges par les croisés, dont un seul est couronné de succès :
- Guy de Montfort, fait une première tentative en 1212 ;
- Simon IV de Montfort, son frère, dirige la deuxième en 1213 ;
- en juillet 1241, Raymond VII de Toulouse, sur l'ordre de Louis IX, commence un siège qu'il lève sans même donner un assaut ;
- le dernier, qui débute en mai 1243, est l'œuvre de Hugues des Arcis (de), sénéchal de Carcassonne.

Dans la nuit du 28 au 29 mai 1242, des inquisiteurs sont massacrés à Avignonet par une soixantaine d'hommes issus de la garnison de Montségur,. Le sénéchal de Carcassonne et l'archevêque de Narbonne Pierre Amiel sont chargés d'assiéger la forteresse, sur l'ordre de Blanche de Castille et de Louis IX. En mai 1243, les croisés, au nombre d'environ 6 000 hommes, entourent Montségur ; la garnison de Montségur est estimée à soixante-dix hommes : une quinzaine de cavaliers, des piétons et des artilleurs.
Malgré leur écrasante supériorité numérique, les assaillants ne parviennent pas à prendre la place et le siège s'installe. Au début de l'hiver 1243, une poignée d'« alpinistes » parvient, à la suite d'une escalade audacieuse effectuée de nuit, à se rendre maître de la tour de guet. Un trébuchet est alors acheminé et monté, qui bombarde sans relâche la position des assiégés, comme en témoignent les nombreux boulets de pierre taillée sur place (entre 23 et 78 kg) retrouvés sur le site. Environ un mois plus tard, peut-être à la suite d'une trahison locale, la barbacane tombe aux mains des assaillants.
Un dernier assaut lancé en février est repoussé mais laisse les assiégés très affaiblis.

#### La reddition de la place forte

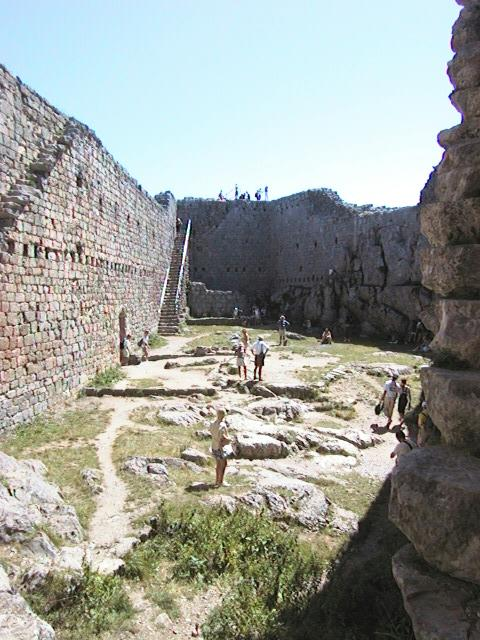
Cour intérieure du château.

Le 1er mars 1244, Pierre-Roger de Mirepoix se voit contraint de négocier la reddition de la place forte après un blocus de dix mois. Les termes en furent les suivants :
- la vie des soldats et des laïcs sera épargnée ;
- les parfaits qui renieront leur foi seront sauvés ;
- une trêve de quinze jours est accordée pour les cathares qui voudront se préparer et recevoir les derniers sacrements.

Le 16 mars, la forteresse s'ouvrit à nouveau. Tous les cathares qui refusèrent de renier leur foi périrent sur le bûcher qui fut dressé pour un peu plus de deux cents suppliciés dont la femme, trois des filles et la belle-mère de Raimond de Péreille : après avoir distribué tout ce qu'ils possédaient à ceux qui les avaient défendus durant dix mois, les parfaits de Montségur furent enfermés dans un enclos préparé au pied de la montagne puis les croisés mirent le feu aux fagots qui y étaient entassés. En tout, deux cent vingt hommes, femmes et une jeune fille (tous « volontaires » ; les jeunes furent dissuadés par leurs parents de se joindre à eux…) périrent dans le brasier. Parmi eux se sacrifièrent des soldats de la garnison qui n'avaient pas voulu les abandonner. Il fut rapporté que certains chantaient.
Pour certains[Qui ?], le bûcher aurait été monté à 200 mètres du castrum dans le « Camp dels Cremats » (le champ des brûlés) où une stèle fut par la suite érigée par la contemporaine Société du souvenir et des études cathares. Sur la stèle figure l'inscription : « Als catars, als martirs del pur amor crestian. 16 de març 1244 ». Pour d'autres[Qui ?], le bûcher se trouvait sur la colline au-dessus du parking à droite du col en direction de Montferrier. Selon Yves Dossat, le « bûcher de Montségur » relève de la légende : les cathares arrêtés à Montségur auraient été conduits à Bram où ils ont été interrogés par l’Inquisition, puis livrés aux flammes. Par contre, dans Citadelles du vertige (Toulouse, Privat, 1966) Michel Roquebert situe le bûcher à Montségur au « prat das cramats ».
Sur les 220 suppliciés du 16 mars, on peut en identifier 64, dont la liste est fournie ci-dessous.
1. Raymond Agulher, diacre du Sabarthès, puis évêque du Razès
2. Guillelme Aicard
3. Pons Ais, meunier originaire de Moissac
4. Pierre Arrau
5. Bernard d'Auvezines
6. Raymonde Barbe
7. Raymnond de Belvis, arbalétrier
8. Arnaud de Bensa, sergent
9. Étienne Boutarra, sergent
10. Brezilhac de Cailhavel, chevalier faidit
11. Pons Capelle
12. Guiraude de Caraman, châtelaine de Caraman
13. Arnaud des Casses, chevalier co-seigneur des Casses (Aude)
14. Clamens
15. Jean de Combel
16. Saissa du Congost
17. Raymonde de Cuq
18. Guillaume Dejean, diacre
19. Guillaume Delpech de Fanjeaux
20. Arnaud Domergue, sergent
21. Bruna, femme d'Arnaud Domergue
22. Rixende Donat
23. India de Fanjeaux
24. Guillaume Garnier, bouvier, puis sergent
25. Arnaud-Raymond Gaut, chevalier de Sorèze
26. Bernard Guilhem
27. Corba Hunaud de Lanta, épouse de Raimond de Péreille
28. Marquesia Hunaud de Lanta (Marquèze de Fourquevaux), noble du Lauragais, belle-mère de Raimond de Péreille
29. Étienne et…
30. Raymond Isarn, frères originaires des Casses
31. Guillaume d'Issus, chevalier de Montgaillard
32. Jean de Lagarde
33. Bruna de Lahille
34. Guillaume de Lahille, chevalier, frère de Bruna
35. Limoux
36. Raymond de Marceille, chevalier de Laurac
37. Bertrand Marti
38. Guillelme d'En-Marty, boulangère
39. Pierre du Mas
40. Maurine, parfaite
41. Braida de Montserver
42. Arsende Narbonne
43. Pons Narbonna
44. Guillaume Narbonna
45. Raymond de Niort, famille de Niort
46. Arnaud d'Orliac
47. Esclarmonde de Péreille, fille de Raimond de Péreille
48. Peronne, parfaite
49. Guillaume Raseire, parfait
50. Guillaume Razoul, parfait
51. Jean Rey
52. Pierre Robert, parfait
53. Pierre Robert, marchand de Mirepoix
54. Martin Roland
55. Raymond de Saint Martin
56. Bernard de Saint Martin, chevalier
57. Pierre Sirven
58. Taparel, parfait
59. Rixende de Telle
60. Arnaud Teuly de Limoux
61. Raymond de Tounebouix
62. Ermengarde d'Ussat
63. Azalaïs Raseire : elle fut conduite à Bram, son village d'origine, où elle fut brûlée
64. un fabricant de bourses, cité comme présent le 13 mars ; il dut être brûlé le 16

### Montségur sous le règne de la famille de Lévis
Après la prise du castrum en 1244, la possession du pog revient à Guy II de Lévis, maréchal de la foi et seigneur de Mirepoix depuis le traité de 1229. Les restes du village cathare et l'enceinte fortifiée extérieure sont rasés. Le castellum est réaménagé pour y poster une garnison d'une trentaine d'hommes qui restera présente jusqu'au traité des Pyrénées au XVIIe siècle. Ce sont les ruines de cette construction, baptisée Montségur III, qui sont visibles aujourd'hui,.

### Réhabilitation du château

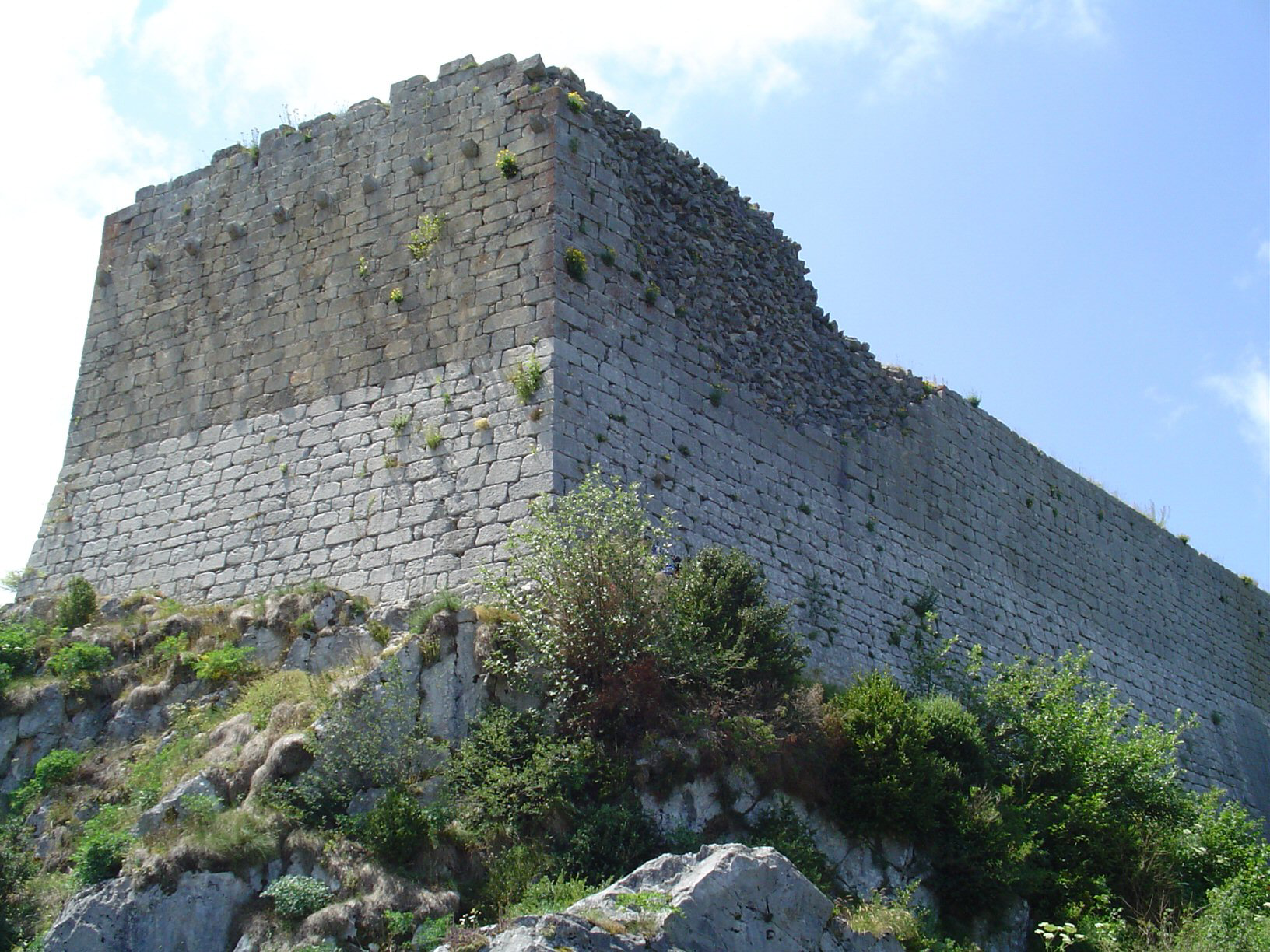
Mur d'enceinte extérieur.

Le château fut classé monument historique en 1862 et le puòg sur lequel il est situé rejoint ce classement en 1883. Les vestiges archéologiques et les lignes de défenses sont classés en 1989.
Depuis, le site n'a cessé d'enflammer les imaginations à un tel point que beaucoup n'ont pas hésité à fouiller le puòg à titre personnel en raison des mythes développés autour du site.
Paradoxalement, la campagne de restauration du château entamée en 1947 freina ces dégradations et effaça dans le même temps certains indices archéologiques. Cette restauration motiva une prospection spéléologique de la montagne, menée par la société spéléologique de l'Ariège. Cette dernière aboutit, en 1964, à l'exhumation d'une sépulture dans « l'avenc du trébuchet ».
En 1968 est fondé le groupe de recherche archéologique de Montségur et environs (G.R.A.M.E). Ce dernier a déjà conduit plusieurs campagnes de fouilles sur le site.
Il est à noter que les historiens reconnaissent dans les ruines actuelles comme unité de mesure, la canne anglaise, nettement postérieure. À noter que le château présente côté face à l'attaque un mur-bouclier de 4,20 m d'épaisseur. Ce mur plus épais et plus haut que le reste des autres murailles, protégeait le reste des bâtiments.

### L’Église d'Ariège demande pardon
Une demande de pardon et de miséricorde a eu lieu à travers une cérémonie présidée par Jean-Marc Eychenne, évêque de Pamiers, Couserans et Mirepoix, le dimanche 16 octobre 2016. Cette initiative a eu lieu en l'année 2016, voulue par le pape François comme une année de la Miséricorde.

Extrait du discours prononcé : 
Pardonnons et demandons pardon !
Tandis que nous rendons grâces à Dieu qui, dans son amour miséricordieux,
a suscité dans l’Église une récolte merveilleuse de sainteté, d’ardeur missionnaire,
de dévouement total au Christ et au prochain,
nous ne pouvons manquer de reconnaître les infidélités à l’Évangile qu’ont commises certains de nos frères,
en particulier au cours du second millénaire.
Demandons pardon pour les divisions qui sont intervenues parmi les chrétiens,
pour la violence à laquelle certains d’entre eux ont eu recours dans le service de la vérité,

et pour les attitudes de méfiance et d’hostilité adoptées parfois à l’égard des fidèles des autres religions.

## Protection
Sont classées par liste de 1862 :
- les ruines du château.

Sont classées par arrêté du 3 mars 1989 :
- les vestiges archéologiques se trouvant sur le Pog de Montségur, constitué par le village au pied du château, les lignes de défense situées sur les versants Nord et Sud, le poste de guet du Roc de la Tour.

## Les mythes autour de Montségur

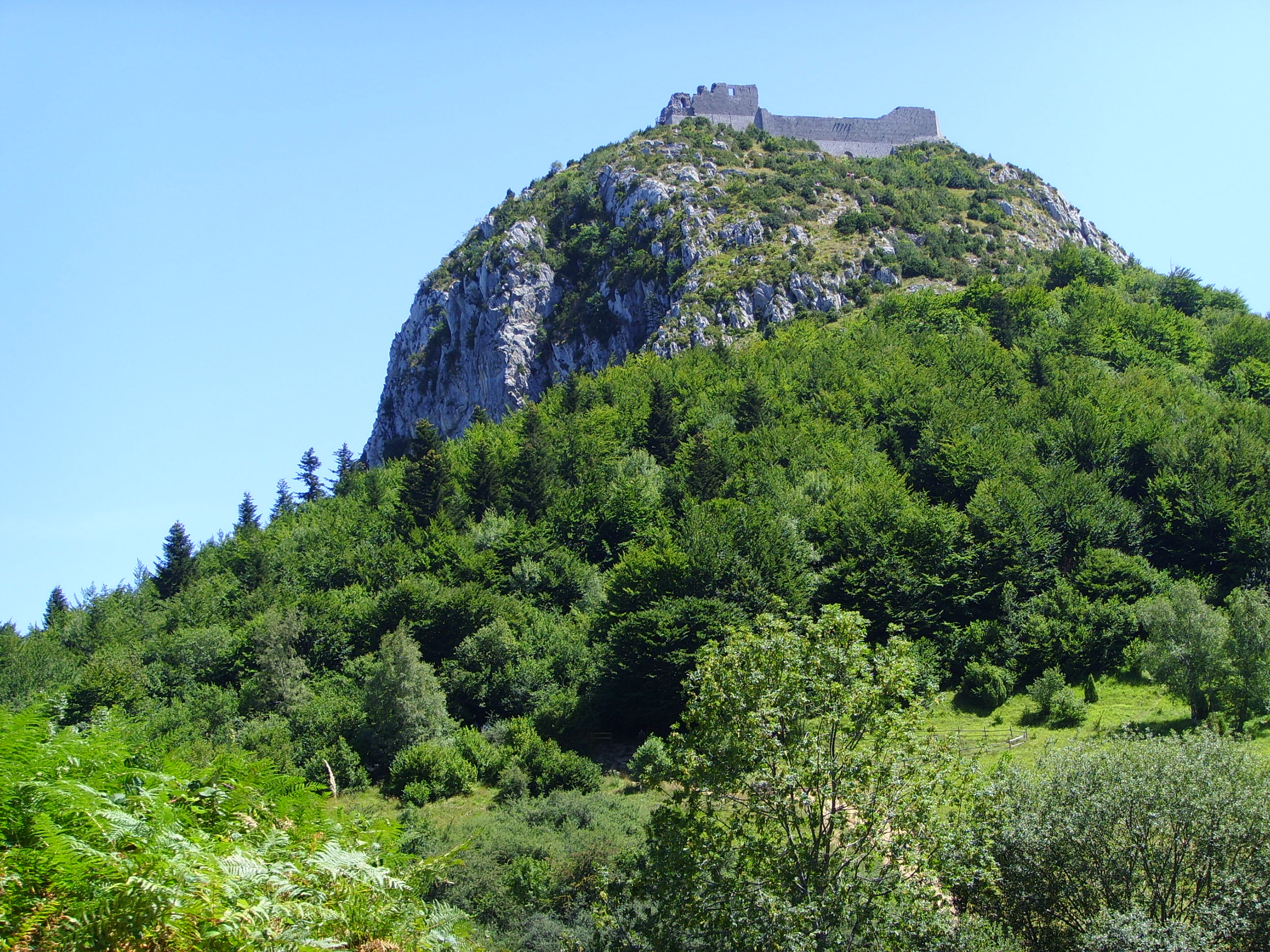
Photo du château de Montségur prise du bas du pic montagneux.

On doit à l'ariégeois Napoléon Peyrat, vers 1870, la redécouverte enthousiaste de Montségur ; et à sa plume inspirée, l'atmosphère romantique qui depuis lors habite le lieu. Au point qu'il est encore difficile aujourd'hui à un certain public d'admettre que le temple de Paraclet n'est qu'un petit château français du XIIIe siècle. En outre, une légende affirme que Montségur a été le lieu de refuge des derniers Templiers, après la suppression de l'ordre par le pape Clément V.

### Le phénomène solaire de Montségur
Chaque année, au solstice d'hiver, le premier rayon de soleil à l'horizon traverse le château dans sa longueur et, au solstice d'été, il traverse les quatre archères du donjon au nord-ouest avec une précision millimétrique et certains évoquent un culte zoroastrien. Un phénomène comparable est visible à Quéribus.

### Le trésor de l'Église cathare
Montségur est supposé avoir abrité le riche trésor de l'Église cathare. De ce supposé trésor, nous ne savons que peu de choses. Deux faits alimentent les suppositions autour de ce trésor.
Le premier, est la fuite à cheval du parfait Mathieu et du diacre Bonnet aux environs de Noël 1243 emportant avec eux « de l'or et de l'argent et une grande quantité de monnaie ». On pense que ce trésor est parvenu en Italie à Crémone, lieu d'Italie où une autre communauté cathare importante a vécu. Cette supposition est renforcée par les correspondances épistolaires avérées entre les deux communautés.[réf. nécessaire]
Un deuxième trésor aurait été sauvé durant la trêve de mars 1244 puisqu'il est fait état de quatre individus s'enfuyant de Montségur avec un chargement. Les historiens conjecturent que ce trésor réunissait les nombreux textes hérétiques conservés par les Parfaits dans la forteresse.[réf. nécessaire]

### Le Graal pyrénéen
Montségur a été considéré comme étant le château du Graal. Le Graal aurait été une des pièces du trésor de l'Église cathare : la coupe dans laquelle Joseph d'Arimathie aurait recueilli le sang du Christ sur le mont Golgotha ou bien l'émeraude tombée de la couronne de Lucifer lors de la chute des Anges. L'Allemand Otto Rahn a été l'artisan zélé de ce mythe que lui avait inspiré un érudit d'Ussat-les-Bains, Antonin Gadal. Une autre tradition nous dit que le Graal serait toujours enfermé à l'intérieur de la montagne de Montségur.
Otto Rahn avait étudié l'histoire des cathares et était passionné par ce Languedoc riche en « légendes ». En 1932, il s'était installé dans la petite station thermale d'Ussat-les-Bains à l'hôtel Les Marronniers dont il avait pris la gérance. Grâce aux théories poétiques d'Antonin Gadal, il écrivit la Croisade contre le Graal qui participa activement, après le premier essai sur Montségur de Napoléon Peyrat, au regain d'intérêt pour l'Occitanie.
Les thèses d'Otto Rahn ont été sérieusement déconstruites et contredites, notamment par le travail minutieux de l'historien breton Jean Markale dans Montségur et l'énigme cathare (1986).

## Dans la culture

### Romans historiques
- Gérard Bavoux, Le Porteur de lumière, Pygmalion, 1996.
- Henri Gougaud, L'Expédition, Éditions du Seuil, 1991.
- Michel Peyramaure, La Passion cathare, Robert Laffont, 1999.
- Antoine, Pierre, Marie, duc de Lévis Mirepoix, Montségur, Albin Michel, 1924.
- Hervé Gagnon, Damné, Hurtubise, 2010, France-Loisirs, 2011.
- X.-B. Leprince, La Neuvième croisade (La Quête fantastique 2), Alsatia, 1956 (collection Signe de Piste).
- Arnaud Delalande, L’Église de Satan (le roman des Cathares), France Loisirs, 2002.
- Giacometti-Ravenne, Le Triomphe des ténèbres, Livre de poche, 2019.
- Jean d'Aillon, Montségur 1201[19] J'ai Lu, 2012.
- Les enfants du Graal de Peter Berling (3 tomes) le livre de poche 1991-1995

### Inspiration musicale
Le siège de Montségur et le bûcher du « Camp dels Cramats » qui a suivi ont inspiré divers artistes et groupes dont le célèbre groupe de heavy metal Iron Maiden qui en a fait une chanson présente sur l'album Dance of Death. 
L'œuvre majeure centrée sur le château ariégeois est la chanson que lui a consacré le poète et chanteur occitan Claude Marti dans les années 1970. Aussi, le premier CD d'Era tourne autour des cathares.
En 2003, Maxime Aulio compose un poème symphonique pour trombone solo et orchestre d'harmonie, intitulé Montségur, la Tragédie Cathare.
Claude Nougaro évoque le château de Montségur dans sa chanson Gloria, issue de l'album Femmes et Famines sorti en 1975.

### Lieu de tournage
En 2018, une équipe de l'émission Secrets d'Histoire a tourné plusieurs séquences au château dans le cadre d'un numéro consacré à Blanche de Castille, intitulé  Blanche de Castille, la reine mère a du caractère..., diffusé le 5 juillet 2018 sur France 2,.
Le clip d'Ameno, titre phare du groupe Era, est tourné au château de Montségur.

### Jeu de rôle
Dans le livre d'initiation au jeu de rôle Nephilim, le scénario proposé se déroule en partie dans le château de Montségur.
Dans le scénario L'Hérésie Cathare du jeu de rôle Vampire : L'Âge des ténèbres publié par Arkhane Asylum, le chapitre III se déroule à Montségur lors du siège de 1244.

## Tourisme
L'office du tourisme de Montségur organise les visites guidées du château de février à décembre (sauf en cas d'intempéries). L'accès au château se fait par un sentier de montagne (non accessible aux handicapés) avec une marche d'environ vingt minutes.

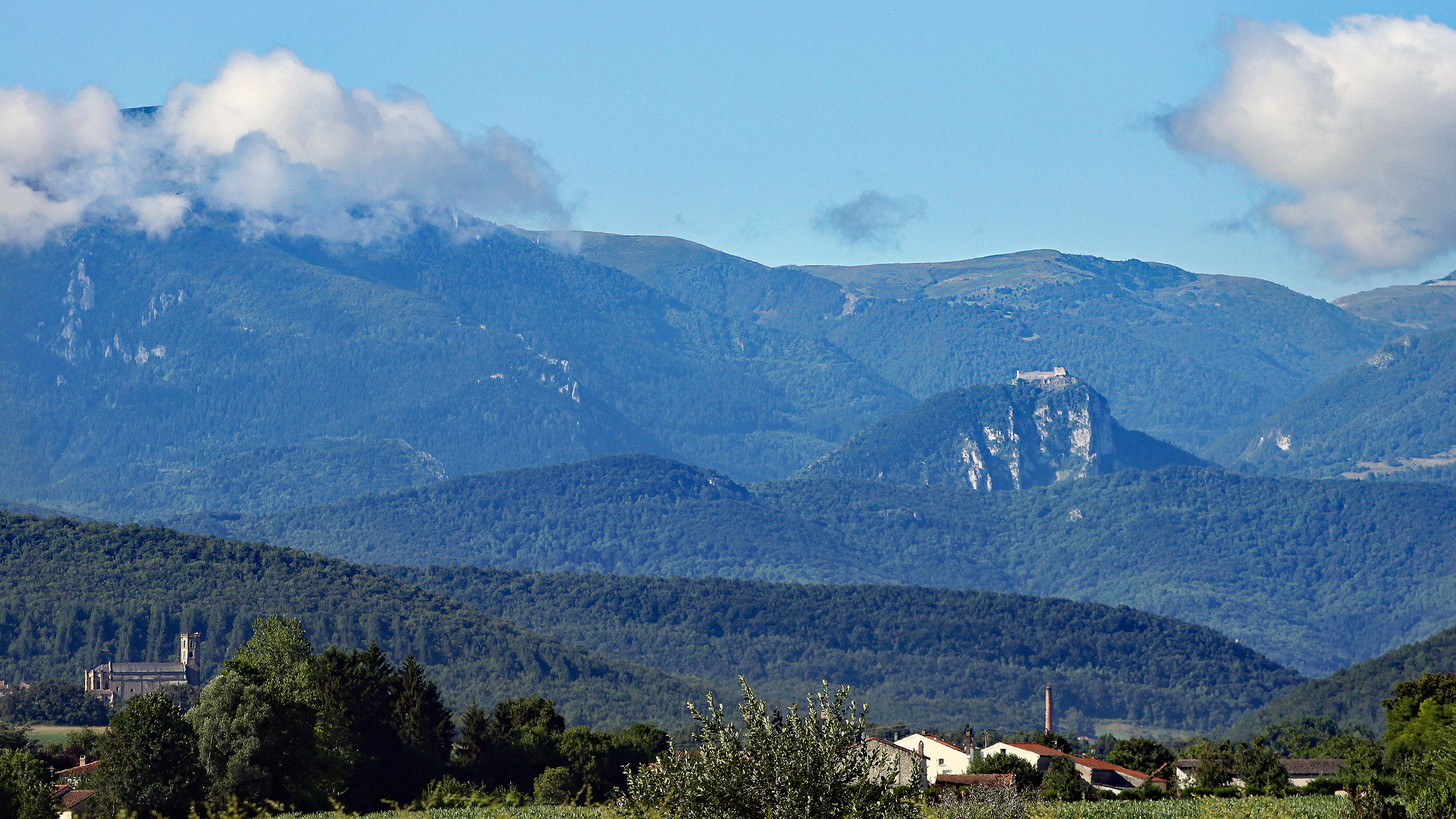
Larroque d'Olmes au premier plan.
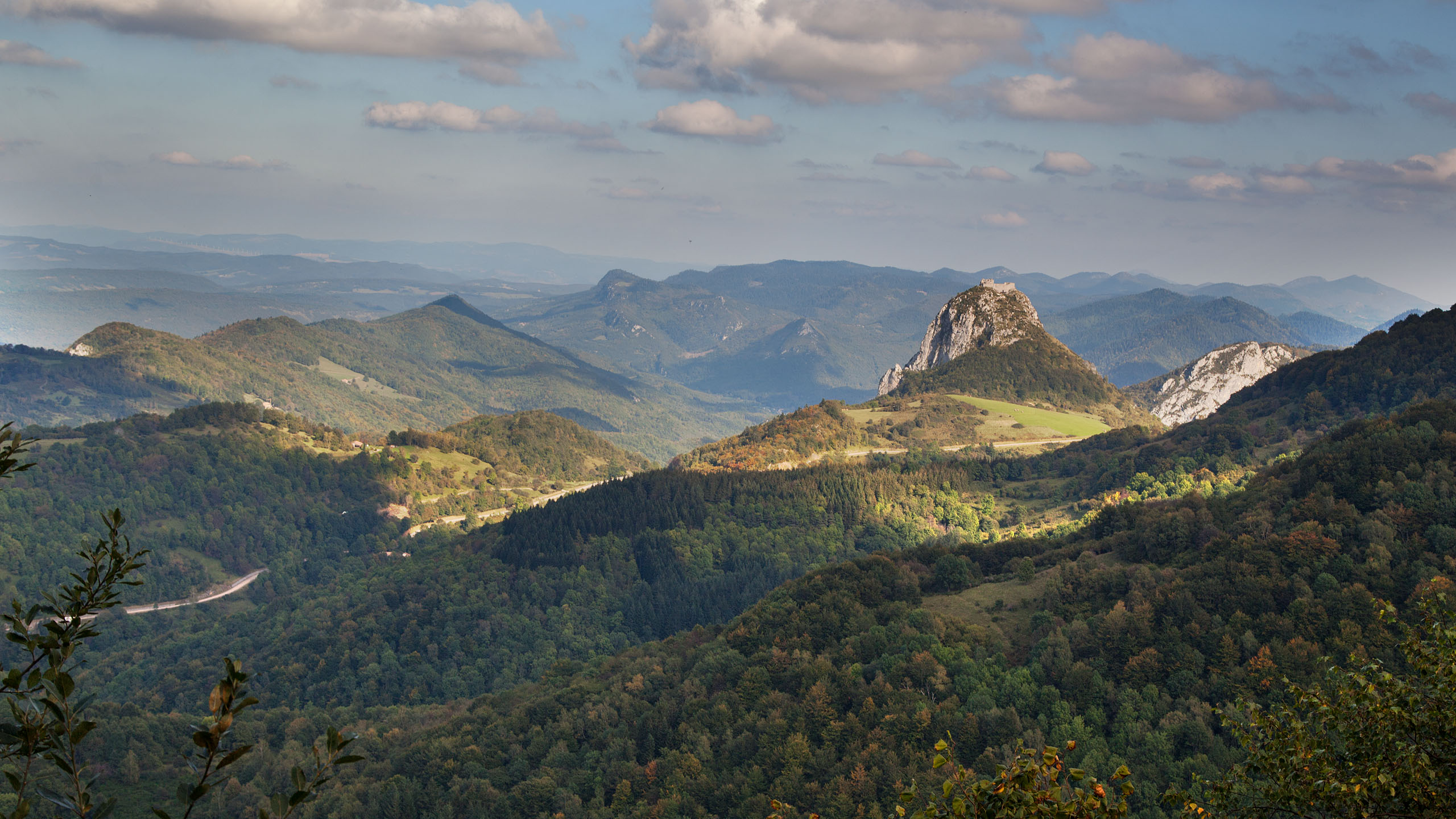
Montségur vu de l'ouest.
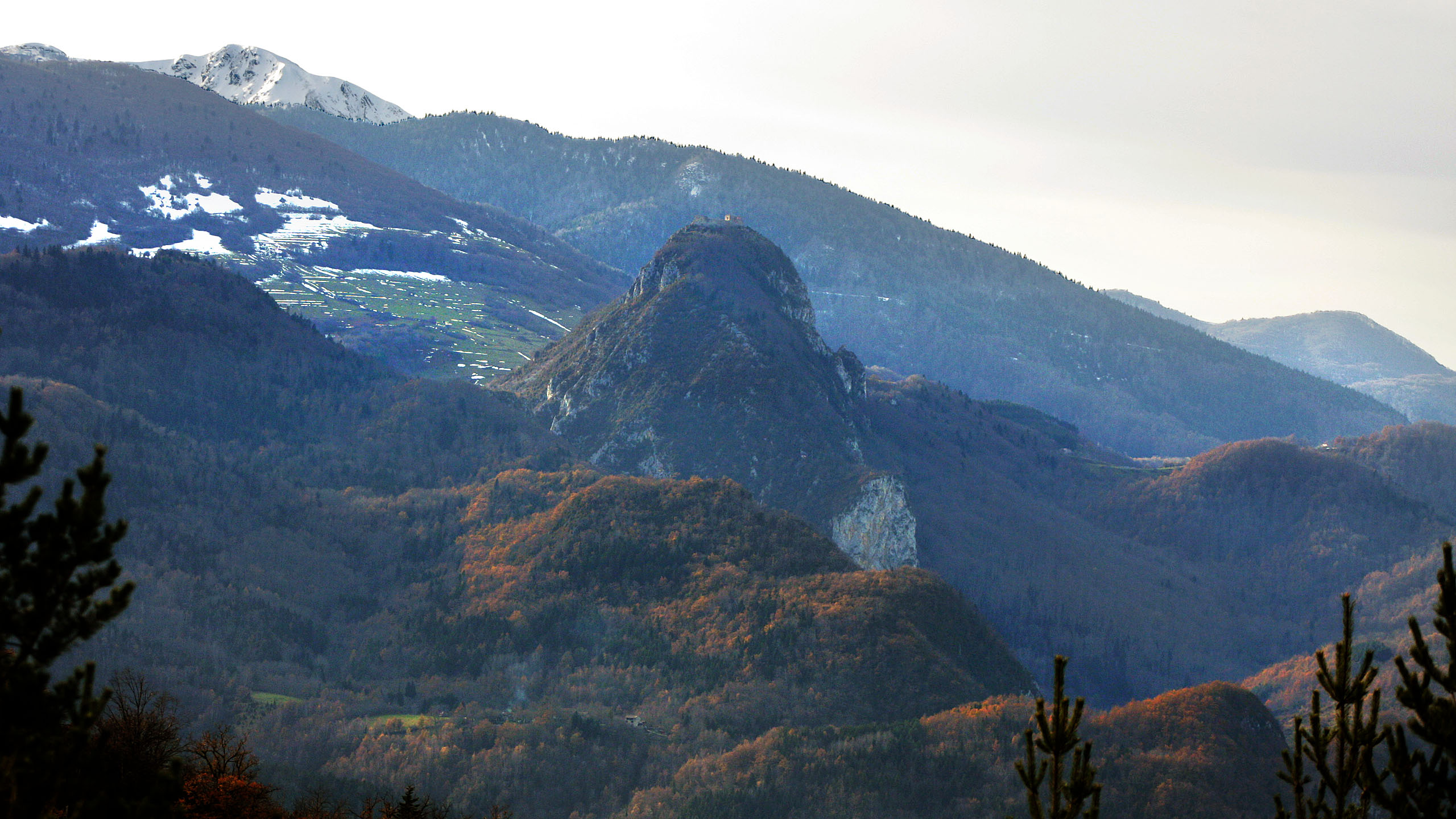
Montségur vu de l'est.
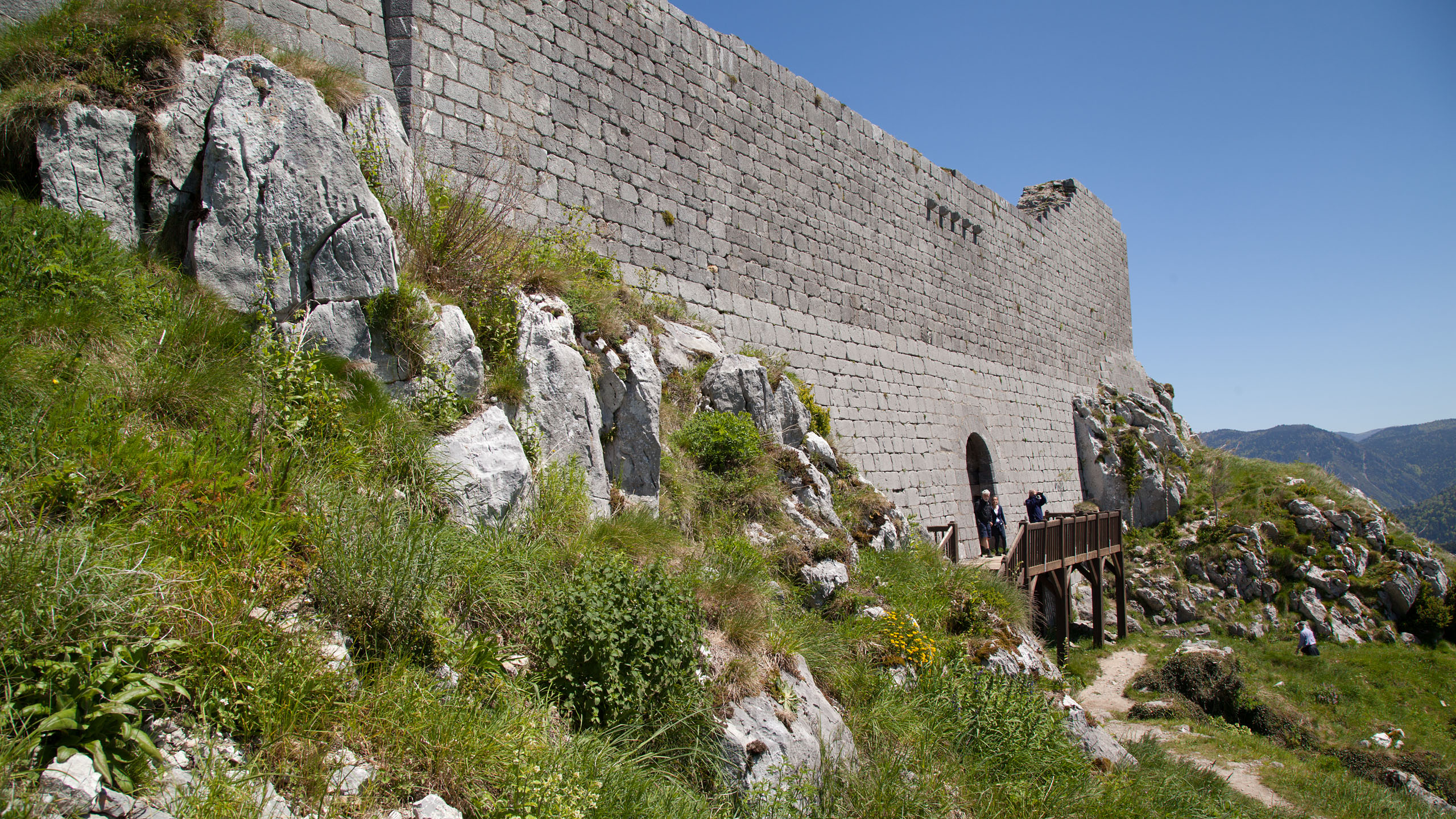
Rempart et porte sud.
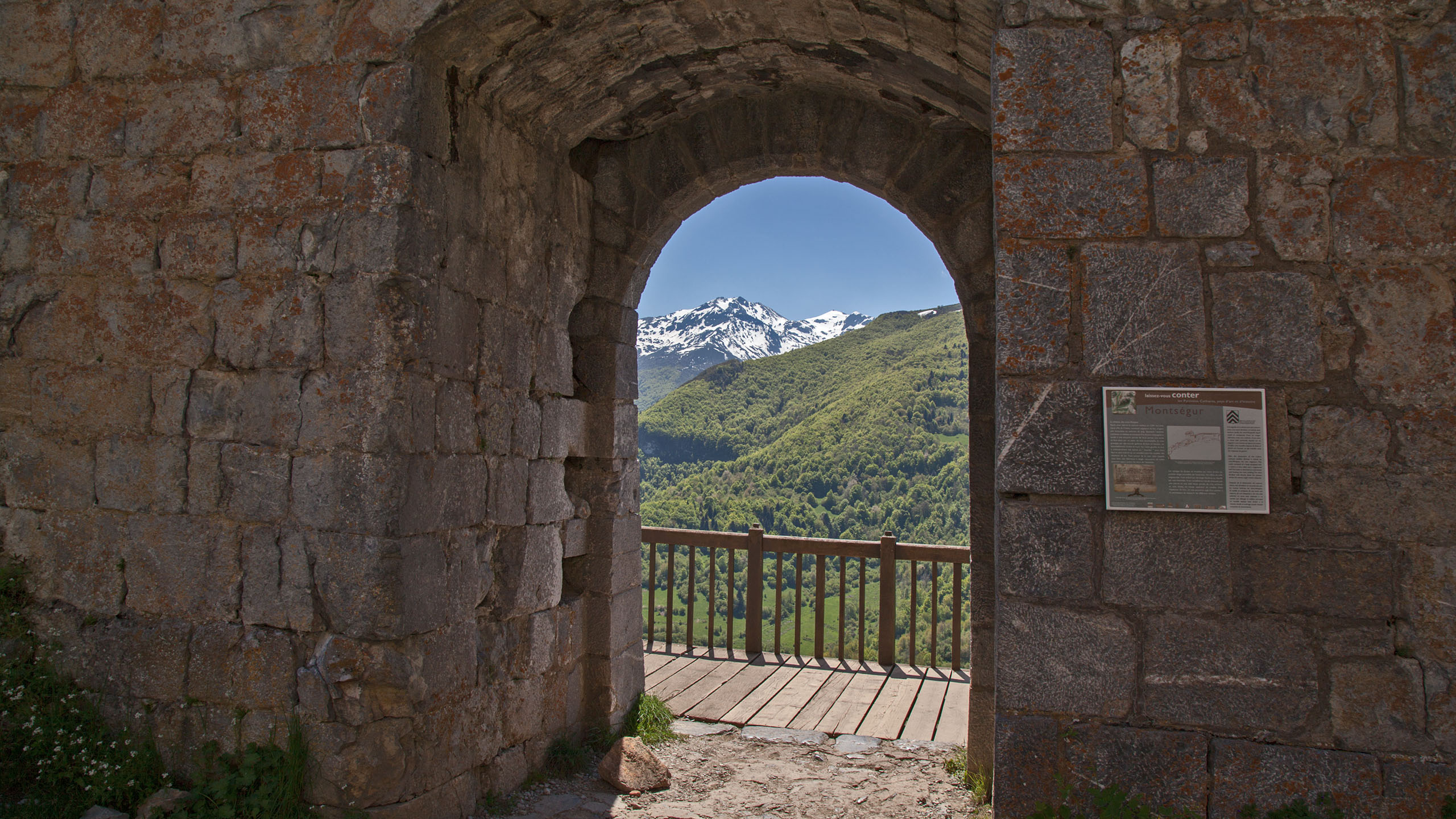
Porte sud.
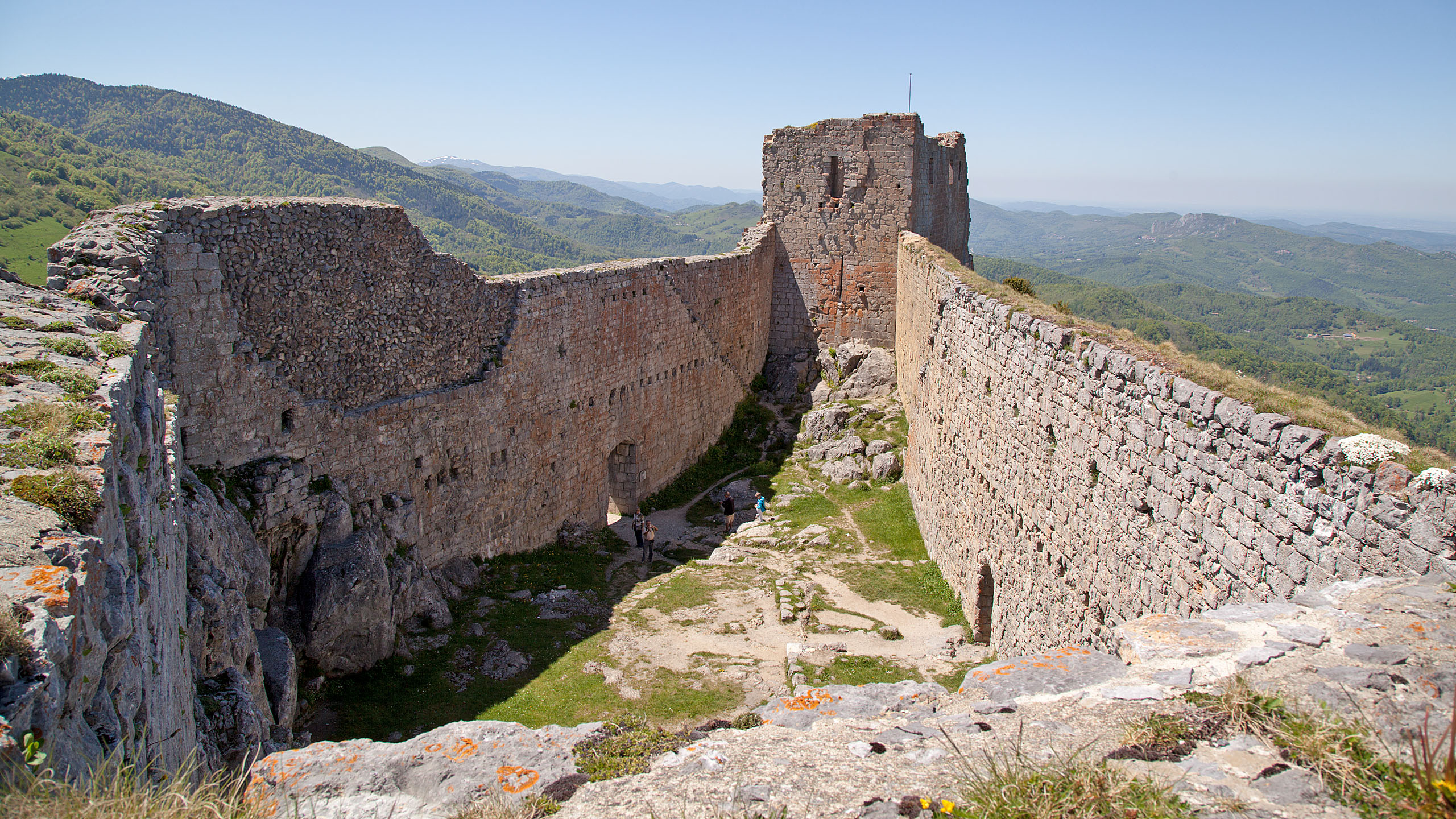
Cour intérieure.
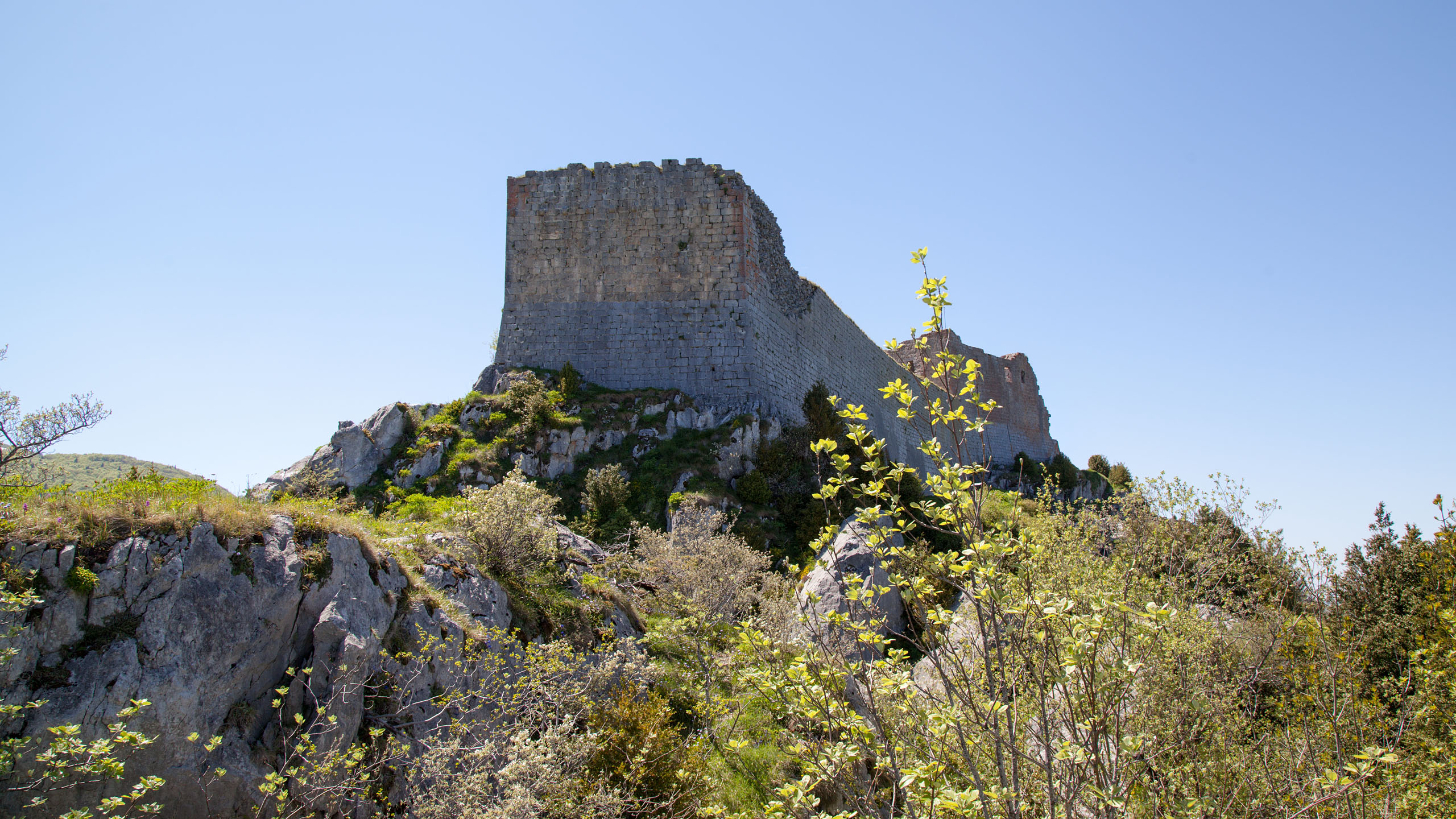
Remparts est et nord.
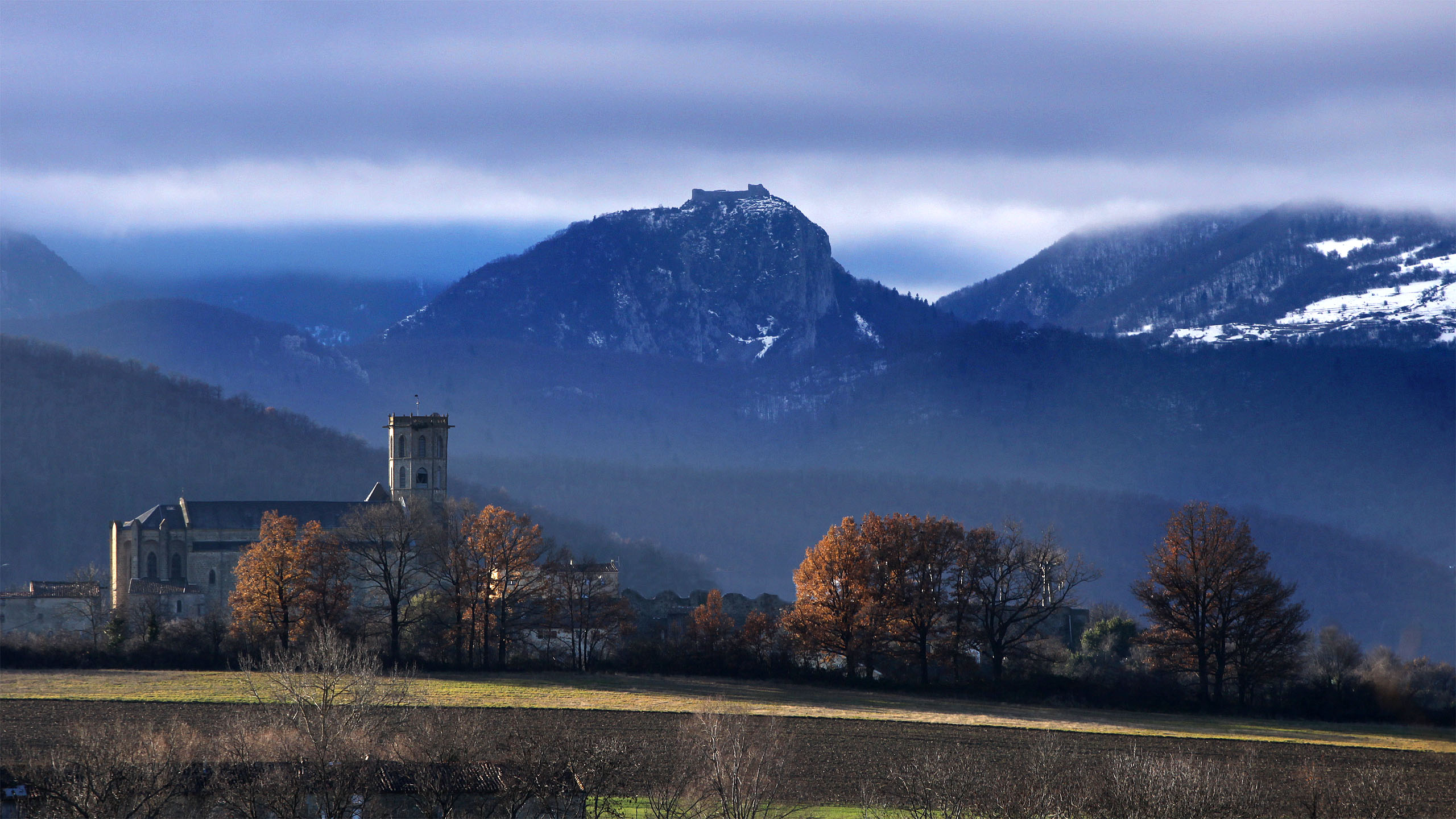
Vue du nord.
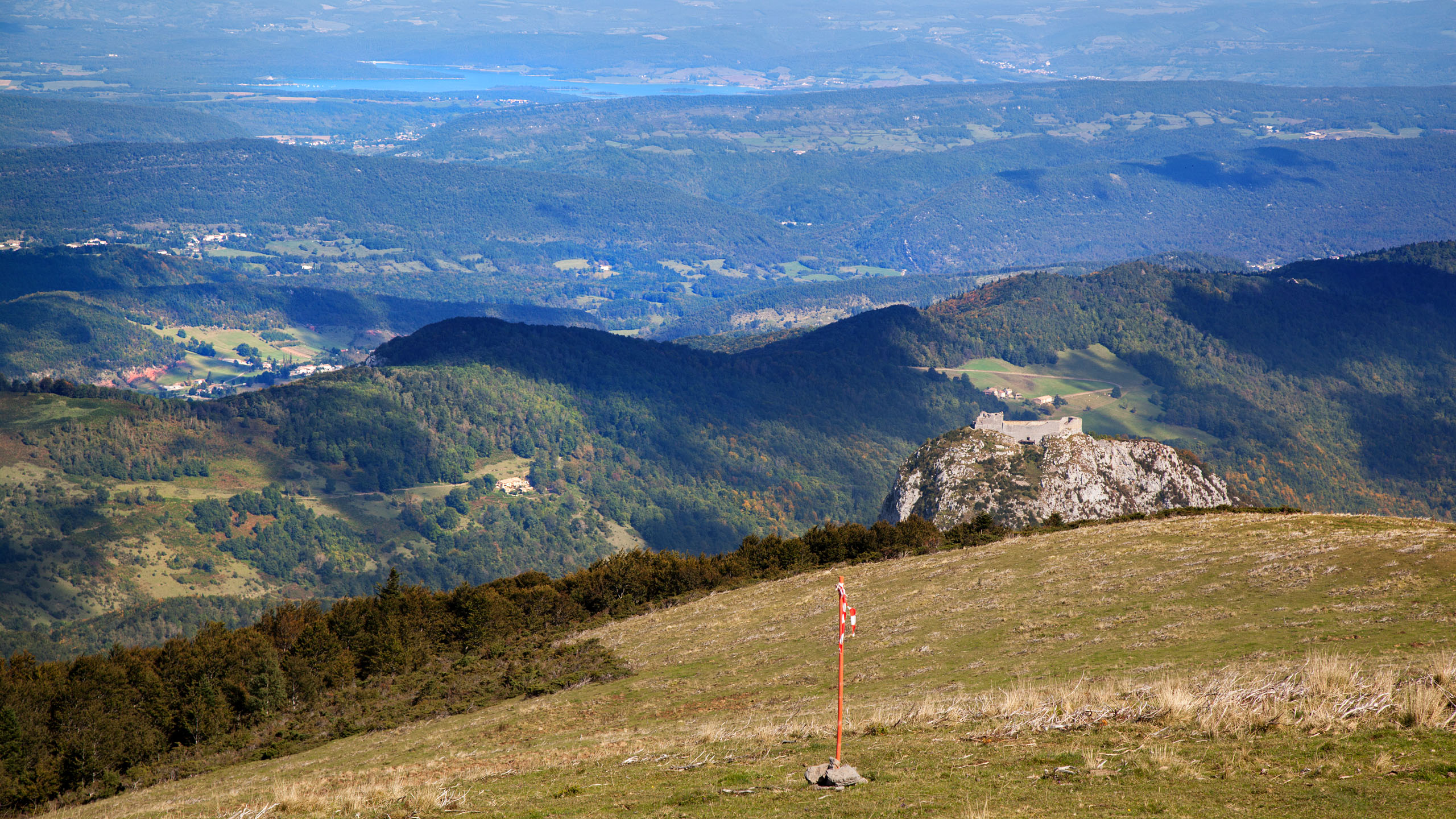
Vue depuis le Roc de la Gourgue.
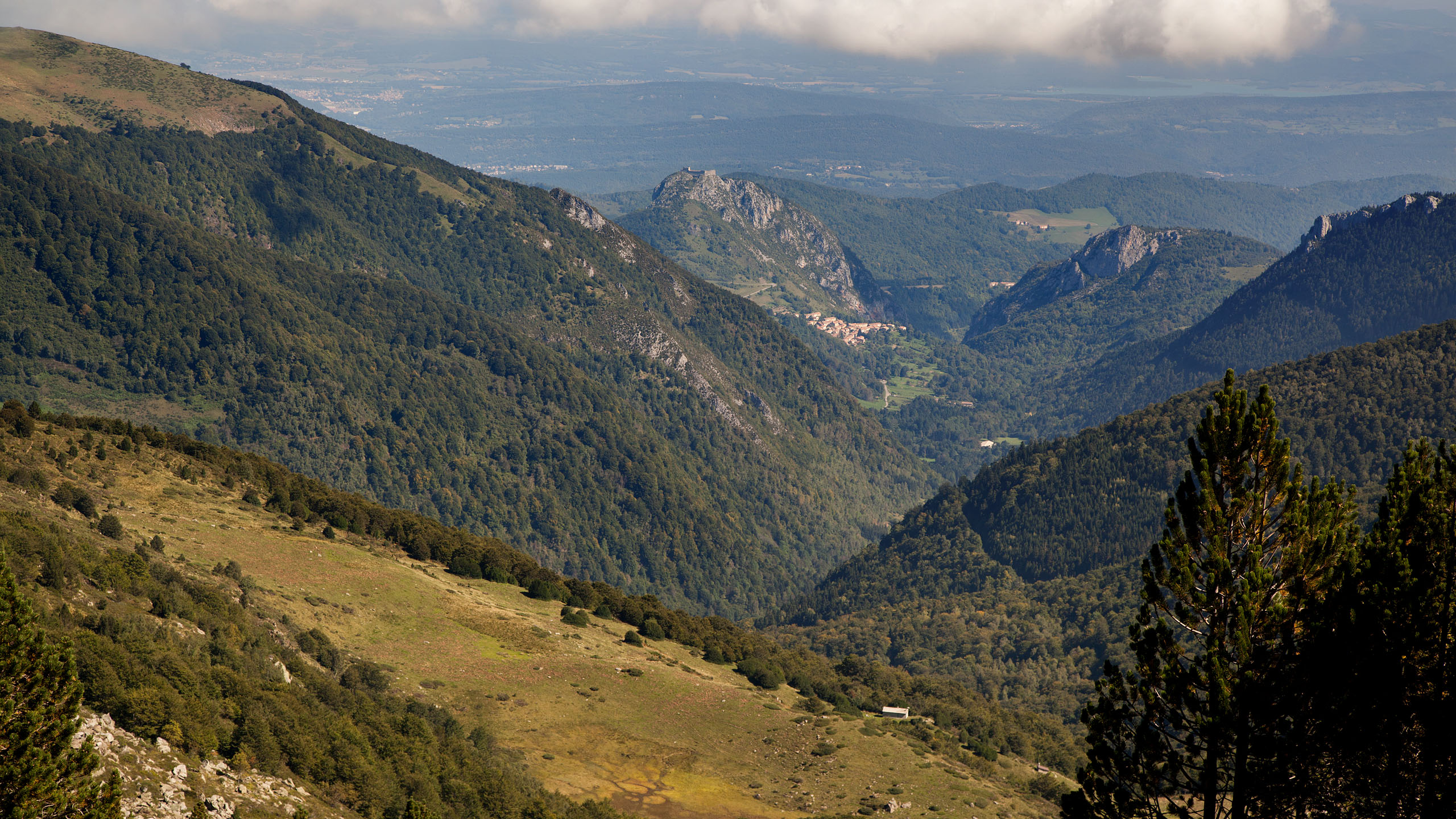
Montségur vu du Col de la Peyre.
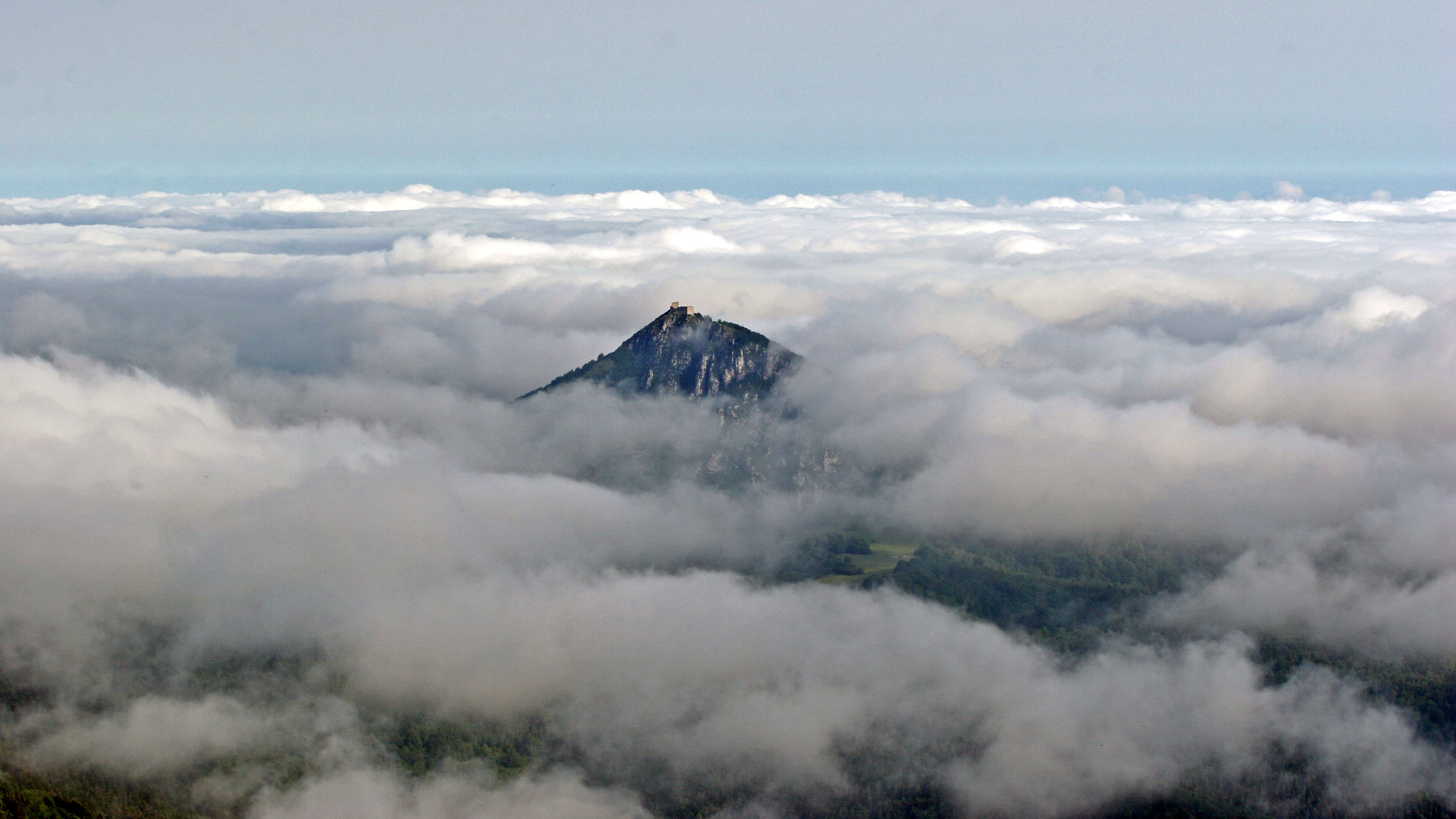
Vue depuis le Pas de l'Ours.

| Lastours Cité de Carcassonne Puilaurens Montségur Puivert Arques Termes Villerouge- Termenès Peyrepertuse Quéribus Aguilar Toulouse Carcassonne Foix Minerve Narbonne vers Montpellier vers Perpignan Méditerranée |